# Muntanyes de Begur
Les muntanyes de Begur, també anomenades massís de Begur, és un espai litoral situat a l'extrem septentrional de la serralada Litoral Catalana, entre la platja de Pals i la badia de Palamós. Constitueix la prolongació litoral a l'est de les Gavarres, de les quals se'n separa per una petita fossa tectònica, el corredor de Palafrugell. Incorpora diferents àrees litorals: el cap de Begur, la punta des Mut i el cap de Sant Sebastià.
Té una gran singularitat geològica en relació amb les formes d'erosió que s'hi presenten; amb gran interès biològic i paisatgístic dins d'una àrea de la costa catalana, d'una bellesa excepcional de la qual actualment només resten petits fragments relictes. Els penya-segats litorals constitueixen el refugi per a algunes espècies de la flora i fauna mediterrànies, rares i endèmiques.
Quant al medi marí, les comunitats bentòniques són molt representatives d'aquest tram de costa catalana. Estan adaptades i afavorides per un relleu molt abrupte, la força de l'onatge, la netedat de les aigües i la riquesa en nutrients, cosa que determina una extraordinària riquesa de formacions algals, fins i tot a grans profunditats, d'organismes filtradors i formacions del coral·lígen, amb una gran diversitat i densitat d'invertebrats i peixos. També cal destacar l'existència d'herbeis de posidònia ben conservats en zones de fons sorrencs arrecerats.

## Medi físic
Les muntanyes de Begur estan formades per petits turons de baixa altitud que cauen sobtadament sobre el mar, on el més alt és el puig de Son Ric, de 325 metres; formant un tram de costa abrupte. La notable diversitat litològica (materials esquistosos i granítics) i les dislocacions han originat un sector de costa molt característic, amb formes de relleu ben singulars determinades per un fort hidrodinamisme

## Biodiversitat
Les muntanyes de Begur presenten un gran interès biològic i paisatgístic. Els penya-segats litorals constitueixen el refugi per a algunes espècies de flora i fauna mediterrànies, algunes de les quals són rares i endèmiques. Cal ressaltar la diversitat i la riquesa de les comunitats bentòniques de l'àmbit marí de l'espai.

### Vegetació i flora
El paisatge vegetal d'aquest territori, de caràcter plenament mediterrani, està format bàsicament per suredes i brolles calcífugues. Petites bosquines, sobretot de pi blanc (Pinus halepensis), ocupen una gran part del territori i baixen pels alts penya-segats fins pràcticament arran de mar. Hi ha ben representades les comunitats halòfiles de fonoll marí i ensopegueres (limòniums), pròpies dels roquissars litorals (Crithmo-Limonlon). Cal fer notar la importància de la vegetació dels penya-segats litorals, en els quals troben el seu límit meridional algunes espècies endèmiques de les costes catalanoprovençals. La comunitat de fonoll marí i ensopegueres (Chritmo-Limonietum) té gran importància a la primera línia de mar de les zones de penya-segat.
Medi biòtic marí
Cal assenyalar la presència de comunitats bentòniques característiques de les costes catalanes, amb una notable diversitat (biocenosis algals i animals), escassament representades als nostres espais litorals. Els sistemes naturals marins d'aquest espai són de característiques semblants a les illes Medes, tot i no assolir el mateix grau de diversitat, constitueix una zona de trànsit entre la costa Brava nord i sud, on encara hi ha organismes suspensívors. Ja estrictament fora de l'ENP, davant la seva costa s'hi troben praderies de posidònia (Posidonia oceanica).

### Fauna
Pel que fa a la fauna terrestre, cal esmentar la cria del falciot pàl·lid (Apus pallidus) i el corb marí emplomallat (Phalacrocorax aristotelis). També hi són presents algunes espècies de ratpenats, com el ratpenat de ferradura gros (Rhinolophus ferrumequinum), que troben en els penya-segats litorals una àrea de cria d'estiu.

## Protecció
L'Espai natural protegit de les Muntanyes de Begur va ser incorporat al PEIN pel Decret 328/1992, pel qual s'aprova el PEIN. Aquest espai va ser declarat per primera vegada com a LIC l'any 1997 i com a Zona d'especial protecció per a les aus (ZEPA) l'any 2005; posteriorment va ser ampliat com a espai Natura 2000 mitjançant l'Acord de Govern 112/2006, de 5 de setembre, que aprova la xarxa Natura 2000 a Catalunya. Així mateix, mitjançant el pla especial es va realitzar la seva delimitació definitiva. Aquest pla complementa també el règim normatiu bàsic de protecció establert pel PEIN amb determinacions específiques per a aquest espai.

## Aspectes socioeconòmics
Les activitats que dominen en aquest espai són les turístiques i recreatives, amb nombrosos visitants que volen gaudir del paisatge de la Costa Brava. S'hi practica força la pesca esportiva a les zones rocoses. L'espai de Muntanyes de Begur conté diverses carreteres i pistes d'accés forestals. També cal destacar la presència del far de Sant Sebastià, de treballs realitzats amb pedra seca de les antigues vinyes i de cases aïllades i disperses pel territori.